# Quartz (album)
A Quartz a Warpigs budapesti rockzenekar második albuma; 1999-ben jelent meg.

## Számok
1. Analóg
2. W.A.G.
3. Rock 'n' Roll balladája
4. K-Zer
5. Független
6. KanX
7. Monte Carlo
8. Gang
9. Kóma
10. 21
11. Oszkár
12. Fookin' Slow